# Episodi di Médico de familia (ottava stagione)
L'ottava stagione di Médico de familia è stata trasmessa in prima visione TV dal 13 aprile al 6 luglio 1999.
| nº | Titolo                | Prima TV Spagna |
| -- | --------------------- | --------------- |
| 1  | Un día de pesca       | 13 aprile 1999  |
| 2  | Cuestión de confianza | 20 aprile 1999  |
| 3  | Segundas intenciones  | 27 aprile 1999  |
| 4  | Codo con codo         | 4 maggio 1999   |
| 5  | Mira el pajarito      | 11 maggio 1999  |
| 6  | Sorpresas             | 18 maggio 1999  |
| 7  | Jugando a detectives  | 25 maggio 1999  |
| 8  | Dopping               | 1º giugno 1999  |
| 9  | El gran golpe         | 8 giugno 1999   |
| 10 | Deseos cumplidos      | 15 giugno 1999  |
| 11 | Se vende              | 22 giugno 1999  |
| 12 | Negocios de familia   | 29 giugno 1999  |
| 13 | La despedida          | 6 luglio 1999   |